# Taza Khurmatu
Taza Khurmatu o Taza ( in arabo تازة خورماتو ‎?, Tazat Khurmatu, in turco Tazehurmatu, o "Nuova Khurmatu") è una città in Iraq situata a sud di Kirkuk.

## Descrizione
È popolata prevalentemente da Turkmeni sciiti. Nel 2009 è stato il luogo dell'attentato di Taza del 20 giugno 2009, dove più di 70 persone hanno perso la vita in un attacco condotto da un attentatore suicida. Nel giugno 2014, insieme ai vicini villaggi di Brawawchli, Karanaz, Chardaghli e Bashir, ha subito il massacro di almeno 40 abitanti del villaggio da parte dei militanti dello Stato islamico in Iraq e nel Levante. Attualmente è controllato dai peshmerga curdi e dalla brigata turkmena PMU. Nel marzo 2016, l'ISIS ha lanciato contro la città alcune salve di mortaio contenenti un agente chimico non identificato uccidendo una bambina e ferendo 600 persone.
Taza Khurmatu, insieme a Altun Kupri, Amerli, Bashir, Bustamli, Mahalabiyah, Qarah Tappah, Sulaiman Bek, Tal Afar e Yankjah, è tra le più grandi città a maggioranza turkmena in Iraq, mentre Mosul, Kirkuk, Kifri, Daquq, Muqdadiyah, Jalaw e Saadiyah hanno significative popolazioni minoritarie turkmene.